# Grand Central (spoorwegonderneming)
Grand Central is een Britse spoorwegonderneming. Net als Hull Trains, heeft Grand Central geen vervoersconcessie en wil het bedrijf treindiensten uitvoeren op eigen initiatief, naar eigen inzichten en op eigen risico.
Het bedrijf is in de jaren negentig opgericht met het doel een snelle treindienst te gaan aanbieden tussen Manchester en Newcastle. Dit voorstel werd door de Office of the Rail Regulator (ORR), de instantie die de railverkeersruimte op het spoor verdeeld, verworpen.
In maart 2006 kreeg Grand Central wel toestemming om een treindienst uit te voeren tussen Londen (station King's Cross) en Sunderland. De trein zal onderweg stoppen in Doncaster, York, Thirsk, Northallerton, Eaglescliffe (nabij Middlesbrough) en Hartlepool. In december 2006 zal Grand Central met deze treindienst beginnen. Bij Bombardier zijn vijf dieseltreinstellen van het type 'Class 222' besteld.
Op 4 november 2011 werd bekend dat Grand Central Railways door DB dochter Arriva wordt overgenomen.